# وانگ یی (بازیکن واترپلو)
وانگ یی (انگلیسی: Wang Yi؛ زادهٔ ۲۹ ژوئیهٔ ۱۹۸۷) بازیکن زن واترپلو اهل چین است.
وی در مسابقات کشوری و بین‌المللی در مجموع برندهٔ ۲ مدال طلا، ۱ مدال نقره، ۱ مدال برنز شده‌است.